# Melhus
Melhus – norweskie miasto i gmina leżąca w okręgu Trøndelag.
Melhus jest 160. norweską gminą pod względem powierzchni.

## Demografia
Według danych z roku 2020 gminę zamieszkuje 16 949 osób. Gęstość zaludnienia wynosi 25,94 os./km². Pod względem zaludnienia Melhus zajmuje 73. miejsce wśród norweskich gmin.
| ludność stan na 4. kwartał 2020 |         |           |        |
|                                 | kobiety | mężczyźni | razem  |
| osób                            | 8347    | 8602      | 16 949 |
| %                               | 49,24%  | 50,76%    | 100%   |

| wykształcenie stan na 4. kwartał 2020 |        |         |        |        |
|                                       | podst. | średnie | wyższe | niezn. |
| osób                                  | 3549   | 6104    | 3252   | 38     |
| %                                     | 27,42% | 47,16%  | 25,12% | 0,29%  |

## Edukacja
Według danych z 2020:
- liczba szkół podstawowych (norw. grunnskolar): 11
- liczba uczniów szkół podst.: 2190

## Władze gminy
Według danych na rok 2020 administratorem gminy (norw. rådmann) jest Katrine Lereggen, natomiast burmistrzem (norw. ordfører, d. borgermester) jest Jorind Jagtøyen.